# Les Vainqueurs de Véga
Les Vainqueurs de Véga (titre original : Raumschlacht im vega-sektor) est un roman de science-fiction allemand paru en 1961. C'est le cinquième tome de la série Perry Rhodan.
Ce roman a été écrit par K. H. Scheer. Dans la version française de ce livre, les deux auteurs indiqués sont Scheer et C. Darlton.

## Résumé
Dans les romans précédents, un croiseur arkonide s'est écrasé sur la lune et a envoyé un SOS.
L'armée terrienne détecte toute une flotte de vaisseaux spatiaux qui ont surgi dans un autre système solaire, sur Véga à quelques années-lumière de la Terre. Perry Rhodan, chef de la Troisième Force terrienne devine qu'il s'agit d'une flotte ennemie de la Terre, alors que ses amis arkonides (la belle Thora de Zoltral et Krest) pense qu'il s'agit d'une flotte amie arkonide. Perry Rhodan devine que cette mystérieuse flotte spatiale a été attirée par le signal SOS du vaisseau arkonide, et qu'elle a fait une petite erreur en essayant de retrouver l'origine de ce signal.
Discrètement, Perry Rhodan et ses amis se rendent sur place, avec le plus puissant vaisseau spatial militaire (la Bonne Espérance) de la Terre. En fait, pour les arkonides, c'est une simple chaloupe (un petit vaisseau embarqué dans les croiseurs), mais elle dépasse de très loin la technologie terrienne. Sur place, ils découvrent un combat inégal entre la flotte spatiale des humains, les végans, les habitants de Véga et celle des envahisseurs reptiles, les Topsides.
Les vaisseaux spatiaux des reptiles sont bien plus puissants que les vaisseaux végans. La chaloupe arkonide de Perry Rhodan vient en aide aux végans et met en déroute les reptiles. 
Patatras ! Il s'avère que les reptiles ont un véritable vaisseau arkonide et non pas une simple chaloupe arkonide, et les terriens sont obligés de fuir ; ils se  camouflent sur une des planètes véganes.
Perry Rhodan et ses amis (soldats ou mutants) aident la résistance végane et s'emparent du vaisseau arkonide. Les terriens et les végans deviennent amis. Perry Rhodan s'arrange pour récupérer certains secrets de la technologie de ses nouveaux alliés. Il repart vers la Terre, en comptant bien revenir pour éliminer les Topsides.

## Une future belle histoire d'amour
Dans les romans suivants, Perry Rhodan épouse l'arkonide Thora. Dans ce roman, on voit les ébauches de cette future relation : Thora méprise les 3 milliards de terriens, sauf Perry Rhodan ; ce dernier admire la beauté de la jeune arkonide.

## Critique
Ce n'est pas le meilleur roman de la série Perry Rhodan. Il manque d'originalité par rapport à d'autres livres de cette série.
Par contre, on y retrouve bien les touches d'humour habituelles de cette série.